# Primeiro movimento homossexual

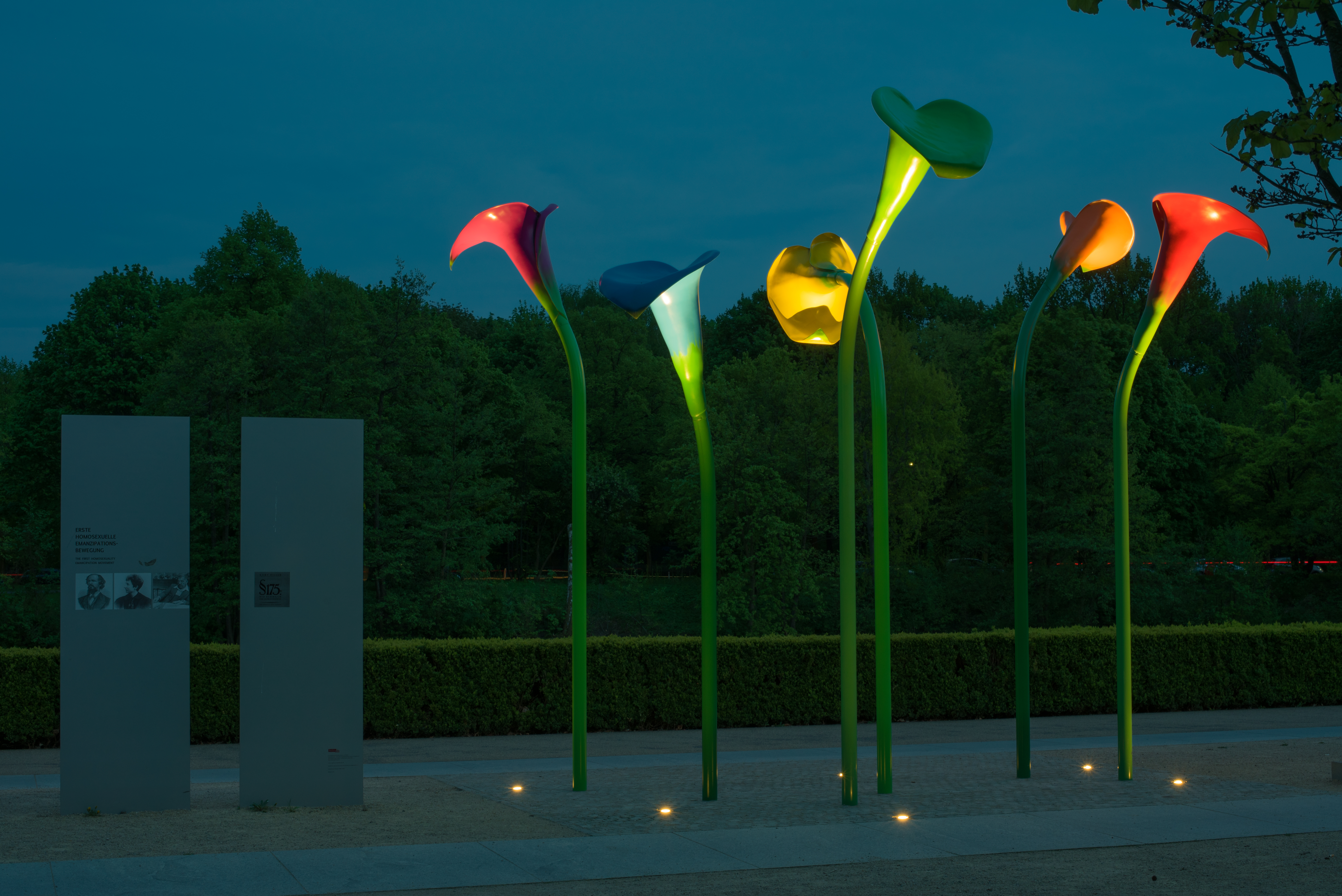
Memorial ao Primeiro Movimento de Emancipação Homossexual em Berlim-Moabit, inaugurado em 2017

O primeiro movimento homossexual foi criado e prosperou na Alemanha desde o final do século XIX até 1933. O movimento começou na Alemanha devido a uma confluência de fatores, incluindo a criminalização do sexo entre homens (Parágrafo 175) e a censura relativamente frouxa do país. Escritores alemães em meados do século XIX cunharam a palavra homossexual e criticaram sua criminalização. Em 1897, Magnus Hirschfeld fundou a primeira organização homossexual do mundo, o Comitê Científico-Humanitário, cujo objetivo era usar a ciência para melhorar a tolerância pública à homossexualidade e revogar o Parágrafo 175. Durante o Império Alemão, o movimento foi restrito a uma elite educada, mas se expandiu muito após a Primeira Guerra Mundial e a Revolução Alemã.
A censura reduzida e o crescimento de subculturas homossexuais nas cidades alemãs ajudaram o movimento a florescer durante a República de Weimar. Entre 1919 e 1933, foram publicados os primeiros periódicos de venda pública e de massa destinados a leitores homossexuais, embora enfrentassem processos de censura e proibições de venda pública. As primeiras organizações de massa para homens homossexuais, a Sociedade Alemã de Amizade e a Liga pelos Direitos Humanos, foram fundadas após a guerra. Essas organizações enfatizavam os direitos humanos e as políticas de respeitabilidade e excluíam as prostitutos, pedófilos e homens homossexuais efeminados (Esses ultimos eram considerados prejudiciais à imagem pública do movimento). O movimento homossexual teve relativo sucesso entre pesquisadores, estudiosos e cientistas, mas também enfrentou resistência entre o público, pois muitos alemães acreditavam que a homossexualidade poderia se espalhar como uma doença transmissível.
O movimento começou a diminuir em 1929 com a Grande Depressão e com a ascensão do Nazismo. Ele efetivamente terminou poucos meses após a tomada do poder nazista no início de 1933, e a relativa tolerância da era de Weimar foi seguida pela mais severa perseguição de homens homossexuais da história. A República de Weimar despertou interesse duradouro para muitos homossexuais como um breve interlúdio no qual gays se aproveitaram de liberdades sem precedentes. O movimento teve uma forte influência nos movimentos gays e LGBT posteriores.

## História

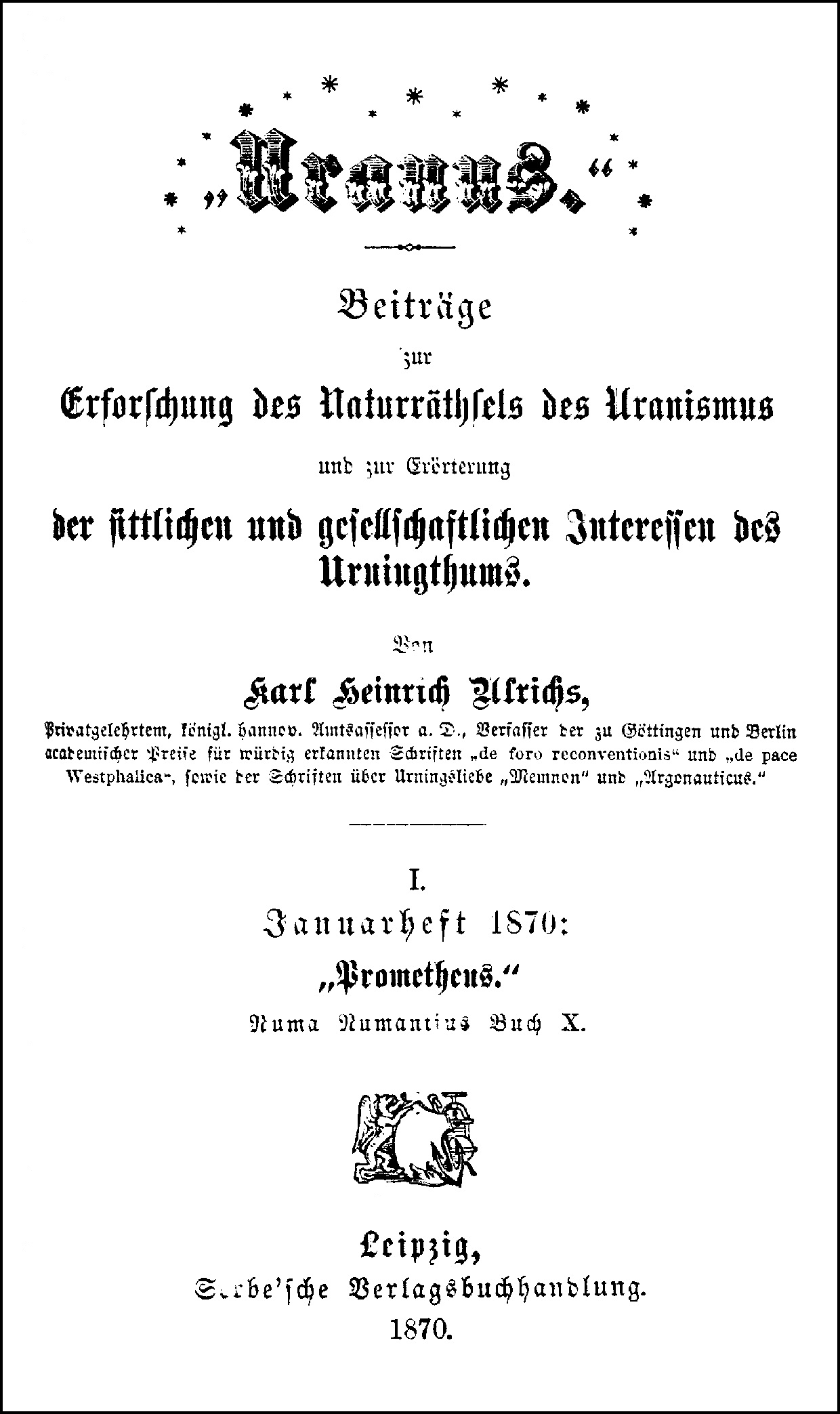
Capa da revista "Urano" de autoria de Karl Heinrich Ulrichs, públicada em 1870

Ao longo da história alemã, os homossexuais enfrentaram perseguições. O primeiro código penal do Sacro Império Romano , exigia a execução de homossexuais na fogueira (No entanto, é sabido que tais leis nunca foram aplicadas). Em algumas partes da Alemanha, a homossexualidade foi descriminalizada como resultado das guerras napoleônicas. Após a unificação da Alemanha em 1871, a lei prussiana foi adotada pelo Império Alemão, incluindo o parágrafo 175 que criminalizava o sexo entre homens.  A lei era difícil de aplicar porque exigia prova de que o acusado havia participado de sexo com penetração com outro homem, embora a jurisprudência fosse inconsistente sobre exatamente quais atos eram ilegais.
Alguns autores influenciados pelas ideias iluministas começaram a criticar a criminalização da conduta sexual consensual. Na década de 1830, o escritor suíço Heinrich Hössli foi um dos primeiros a expressar esse sentimento, mas foi Karl Heinrich Ulrichs, um advogado, que começou a defender publicamente os homossexuais ("Uranianos" na terminologia que ele inventou) sob seu próprio nome nas décadas de 1860 e 1870. Em 1867, ele fez aquela que é tida como a primeira defesa pública dos direitos homossexuais, quando defendeu a descriminalização da homossexualidade em uma conferência da Associação de Juristas Alemães. Ulrichs argumentou que a homossexualidade é inata e natural e como tal, não podia ser criminalizada. Poucos anos depois, o escritor de língua alemã e amigo pessoal de Ulrichs, Karl Maria Kertbeny, cunhou a palavra homossexual (Em conjunto com seu amigo, Karl Ulrichs) como substitutivo do termo pederasta anonimamente publicou panfletos defendendo a legalização da homossexualidade e seu caráter natural. Na década de 1880, o homossexual estava em ampla circulação. Tanto Ulrichs quanto Hössli argumentaram que os homossexuais eram uma minoria fixa comparável a um grupo étnico – especialmente os judeus – e, consequentemente, merecedores de proteção legal. Foi daí, que surgiu a ideia de homossexuais como minorias sociais.
A segunda metade do século XIX viu pesquisas científicas sobre a homossexualidade avançarem.  Por volta de 1850, o psiquiatra francês Claude-François Michéa e o médico alemão Johann Ludwig Casper sugeriram que a homossexualidade era causada por uma diferença biológica natural embrionária e que não era uma patologia. Ao mesmo tempo, alguns psiquiatras e psicólogos acreditavam que a homossexualidade era produto de fatores ambientais, como maus hábitos ou sedução. O Psiquiatra austríaco Richard von Krafft-Ebing foi um dos mais influentes defensores da teoria de que várias doenças (Incluindo a homossexualidade), poderiam ser atribuídas à degeneração da vida moderna, ele também era amigo de Ulrichs e, no final de sua vida, com base em mais estudos chegou à conclusão de que a homossexualidade não deveria ser criminalizada e que não era uma doença ou degeneração. Ao mesmo tempo, uma crença generalizada entre os alemães de que a homossexualidade poderia se espalhar como uma doença transmissível alimentou os argumentos dos opositores da emancipação homossexual na Alemanha do período entre guerras e limitou o potencial do primeiro movimento homossexual.

## Ativismo no Império Alemão
O movimento homossexual na Alemanha Imperial era numericamente pequeno, mas tinha um alto perfil e aliados poderosos.  A homossexualidade entre os homens foi objeto de um debate especialmente amplo envolvendo não apenas discussões parlamentares e políticas, mas também pesquisas médicas e sexológicas. De acordo com o historiador Edward Ross Dickinson , o movimento homossexual era extremamente radical por causa do preconceito arraigado contra a homossexualidade na sociedade alemã, de modo que desafiar o Parágrafo 175 "potencialmente colocou em questão todos os outros tabus sexuais". Em 1900, a cena homossexual em Berlim estava aumentando em tamanho e visibilidade, o que desempenhou um papel na suavização das atitudes do público em relação à homossexualidade.
O movimento homossexual foi um dos muitos movimentos sociais e políticos que surgiram por volta de 1900 na Alemanha por causa da expansão do direito ao voto, urbanização, ascensão da mídia de massa e outras mudanças sociais. Em seu livro Gay Berlin, o historiador Robert Beachy argumenta que uma confluência de fatores, incluindo a criminalização da homossexualidade, censura relativamente frouxa em comparação com outros países europeus, e a influência da biologia, que passava a ver cada vez mais a homossexualidade como um comportamento natural, significava que a Alemanha era o lugar onde um sentimento de identidade homossexual foi desenvolvido desde meados do século XIX e, finalmente, catalisou o primeiro movimento homossexual.

### Magnus Hirschfeld e o Comitê Científico-Humanitário
O sexólogo alemão Magnus Hirschfeld  foi o mais importante porta-voz dos direitos homossexuais no início do século XX. Médico formado, envolveu-se no ativismo após a morte de um de seus pacientes homossexuais por suicídio. Hirschfeld esperava que a ciência pudesse melhorar a tolerância pública à homossexualidade e levar a uma reforma legal. Em um panfleto de 1893, ele argumentou que a sexualidade não poderia "nem ser adquirida por meio de fatores ou sugestões ambientais, nem extinta por meio de tratamento médico ou condicionamento psicológico", o que, em sua opinião, tornava sua criminalização legal e moralmente insustentável.
Em 1897, Hirschfeld fundou a primeira organização homossexual do mundo, o Comitê Científico-Humanitário (WhK), com Max Spohr , Eduard Oberg e Franz Joseph von Bülow . Inicialmente os fundadores contribuíram com seu próprio dinheiro; mais tarde, eles foram apoiados por alguns doadores ricos. O comitê queria apresentar uma petição contra o Parágrafo 175 ao Reichstag em 1898 com o maior número possível de assinaturas  e, a longo prazo, usar a pesquisa em sexologia para defender a revogação do Parágrafo 175 e aumentar tolerância social para homossexuais.
A petição do WhK tinha mais de 900 assinaturas em 1898, mas encontrou pouco apoio no parlamento. Em 1914, a petição havia acumulado as assinaturas de mais de 3.000 médicos, 750 professores universitários e milhares de outros alemães, incluindo Krafft-Ebing, o poeta Rainer Maria Rilke e proeminentes políticos social-democratas (SPD) e apesar da petição do WhK não ter sido  bem sucedida, ela foi fundamental para evidenciar o fato de que a maioria dos cientistas alemães já não viam mais a homossexualidade como uma doença e defendiam sua descriminalização.
Hirschfeld também conseguiu persuadir alguns dos psiquiatras  (incluindo Paul Näcke e Iwan Bloch ) a suavizar sua opinião sobre a homossexualidade, apresentando-os à cena homossexual em Berlim.  Ele também foi capaz de garantir a absolvição ou mitigação da sentença de homossexuais processados com seu depoimento de perito.  Em 1909, ele convenceu as autoridades de Berlim a aceitar passes de travestis que permitiam que as pessoas se travestisssem sem medo de perseguição policial ou prisão. Hirschfeld também passou muito tempo angariando fundos para o WhK e montando sua estrutura organizacional, incluindo filiais em outras cidades alemãs. A WhK incluía mulheres, algumas das quais identificadas como homossexuais, e patrocinava pesquisas sobre a homossexualidade feminina, embora seu foco principal continuasse sendo abolir o Parágrafo 175.

### Masculinistas

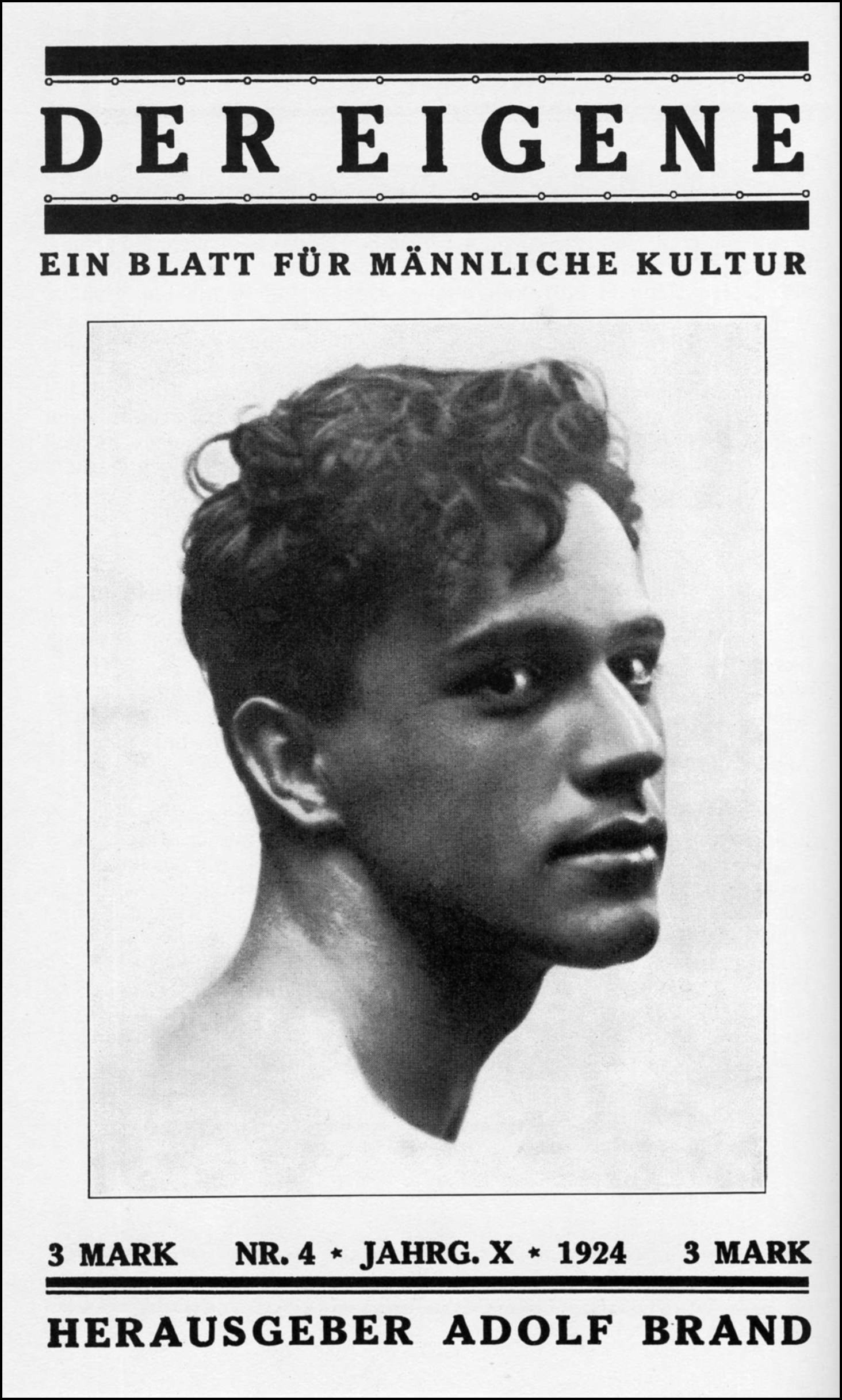
Der Eigene capa de 1924

Desde o início do movimento, a maioria dos ativistas dentro  do WhK endossou a ideia de que os homens homossexuais pertenciam a uma espécie de terceiro sexo com corpos masculinos e almas femininas (Teoria rejeitada e tida como ultrapassada nos dias de hoje).
 A dissidência veio de uma facção oposta que se inspirou na pederastia na Grécia antiga  em combinação com ideias modernas de nietzscheanismo , antimodernismo , misoginia , iliberalismo e, em muitos casos, antissemitismo. Eles acreditavam que as raízes do desejo masculino pelo mesmo sexo eram culturais e não biológicas, que qualquer homem era potencialmente homossexual/bissexual e que era tão ou mais masculino do que a heterossexualidade. Nenhum desses argumentos era remotamente aceitável para a opinião burguesa contemporânea, levando os masculinistas a serem marginalizados. Apesar do antagonismo entre os masculinistas e os WhK, ambos os grupos publicaram nos jornais uns dos outros e citaram as mesmas figuras clássicas como inspiração. Muitos homens homossexuais viram valor em ambas as visões da homossexualidade ou hibridizaram suas idéias.
Em 1896, Adolf Brand , de 21 anos, lançou Der Eigene ("O Especial"), inicialmente um jornal literário de tendência anarquista que foi refundado dois anos depois como o primeiro periódico do mundo voltado para um público homossexual. Foi publicado irregularmente devido a obstáculos financeiros e legais.  Em 1903, ele fundou a organização literária Gemeinschaft der Eigenen (GdE), que não pretendia ser concorrente da WhK.  As publicações de Brand, que não eram influentes e nunca tiveram uma circulação acima de 150, muitas vezes apresentavam adolescentes nus e faziam alegações sobre figuras de alto perfil. Brand ingressou no WhK porque compartilhava seu objetivo de descriminalizar a homossexualidade, mas criticava cada vez mais as opiniões de Hirschfeld sobre o terceiro sexo. Brand que era bissexual, defendia a ideia de que todo homem poderia ser homossexual/bissexual de acordo com a assimilação cultural e rejeitava a categorização biológica da homossexualidade e bissexualidade. Ele apoiou os grupos juvenis Wandervogel e associações nudistas völkisch.
Outro masculinista foi Hans Blüher , conhecido por suas controversas teorias relacionando todas as relações masculinas ao homoerotismo e sua promoção de associações exclusivamente masculinas. Em 1906, Benedict Friedlander liderou uma divisão do WhK, argumentando que a sexualidade não era uma questão médica ou psicológica.  Em vez disso, Friedlander acreditava que a emancipação homossexual deveria ser alcançada por uma massa de homens homossexuais e bissexuais se assumindo, que rejeitavam a moralidade convencional, que ele via como imposta pelo cristianismo e pelas mulheres.  Brand havia proposto, sem sucesso, saídas em massa no WhK.  Friedlander atraiu muitos doadores WhK em um momento em que os ativistas homossexuais estavam lutando, mas sua iniciativa entrou em colapso após sua morte em 1908.
Apesar das teorias da WhK e da GdE serem em sua maioria rechaçadas e vistas como erradas nos dias atuais, os grupos tiveram um papel pioneiro ao se propor discutir a homossexualidade sem uma ótica condenatória.

### Debate político
No final do século XIX houve debate sobre  uma lei que aumentava as penas para vários delitos sexuais. August Bebel, líder do SPD e um dos primeiros apoiadores da petição do WhK, apresentou o parágrafo 175 no parlamento, possivelmente para mostrar a hipocrisia da lei proposta. Bebel argumentou que a homossexualidade era tão prevalente que, se todos que infringissem a lei fossem presos, as prisões da Alemanha transbordariam. A lei só poderia funcionar se aplicada arbitrariamente, levando homens mais pobres a serem presos pelas mesmas ações pelas quais homens mais ricos ficaram impunes.  Bebel e outros social-democratas foram persuadidos pelos escritos do jornalista marxista Eduard Bernstein, que condenou a acusação de Oscar Wilde. Embora a homofobia também prevalecesse entre os alemães da classe trabalhadora e alguns políticos do SPD continuassem a apoiar a criminalização, o SPD e os partidos liberais eram os aliados mais consistentes do movimento anti-175.  Hirschfeld considerou uma vitória que o Reichstag discutiu o Parágrafo 175 em 1898 e novamente em 1905, ponto em que o SPD havia adotado muitos de seus próprios pontos de discussão.

### Escândalos Eulenber e Brand
No final de 1906, Maximilian Harden publicou vários artigos em um jornal, nos quais acusou Philipp, Prince of Eulenburg, e seus associados de relações homossexuais e conectou isso à defesa de Eulenburg de relações externas menos antagônicas.  Kuno von Moltke posteriormente processou Harden por difamação, e os processos judiciais continuaram por mais de dois anos. Hirschfeld testemunhou como perito no julgamento de Moltke, inicialmente alegando que ele era provavelmente homossexual, embora tenha mudado sua declaração no novo julgamento. Hirschfeld esperava que o fato de que alguns alemães proeminentes eram homossexuais mostrasse que o parágrafo 175 era hipócrita.
Em um caso separado, Brand foi preso por difamação depois de afirmar que o chanceler Bernhard von Bülow era homossexual. No processo, realizado em 6 de outubro de 1907, Brand negou a acusação de difamação, alegando que chamar alguém de homossexual não era difamatório e, portanto, nada de ilegal havia cometido contra Bülow. Eulenburg declarou em depoimento que tinha uma estreita amizade com o chanceler, mas que nunca havia tido nenhum contato sexual com Bülow e que jamais havia agido contra o Parágrafo 175. Brand foi considerado culpado de difamação e condenado a dezoito meses de prisão. O caso foi um desastre para o movimento homossexual, muitos formadores de opinião alemães começaram a acreditar que o caso prejudicava a imagem internacional da Alemanha e culpavam os homossexuais por isso.
Durante o caso, o governo alemão começou a considerar reformas no código penal. Em vez de abolir o parágrafo 175, a comissão parlamentar propôs aumentar e endurecer as penas para a prostituição masculina e abuso de autoridade. Uma versão preliminar do código penal de 1909 argumentou que a homossexualidade era um "perigo para o Estado, pois é adequada para prejudicar os homens mais severamente em seu caráter e em sua existência civil, destruir a vida familiar e corromper a juventude masculina".  Este projeto propunha a criminalização da homossexualidade também para as mulheres, o que foi ridicularizado até pelos conservadores e atraiu a oposição do movimento de mulheres . Embora algumas ativistas de mulheres tenham apoiado a proposta, pois ela equalizaria a situação legal da homossexualidade masculina e feminina, a maioria a rejeitou, pois a lei proposta teria exposto muitas mulheres que viviam juntas por razões econômicas a falsas acusações e chantagens.  Em 1911, o WhK e a Liga para a Proteção da Maternidade fizeram campanha contra a reforma; sua parceria durou até 1933.  Versões mais repressivas do parágrafo 175 continuaram a ser debatidas e duramente combatidas pela WhK até a Primeira Guerra Mundial, que encerrou o plano de reforma do código penal.

## Primeira Guerra Mundial
Muitos homossexuais, como outros alemães, se ofereceram para se juntar ao exército após a eclosão da Primeira Guerra Mundial. Em abril de 1915, o WhK informou que mais da metade de seus membros estava servindo nas forças armadas. Houve pouca organização durante a guerra.  Embora alguns soldados alemães tenham sido acusados de violar o Parágrafo 175, os militares não investigaram os incidentes homossexuais.
Em 1918, a Alemanha perdeu a guerra e assinou um armistício, desencadeando a Revolução Alemã.  Após a guerra, era uma crença generalizada que os homossexuais, junto com socialistas, judeus, mulheres e outros, haviam esfaqueado a Alemanha pelas costas, o que causou sua derrota. Ativistas homossexuais citaram sua participação na guerra como prova de seu patriotismo e direito de existir como cidadãos livres e iguais, argumento que foi majoritariamente aceito pela classe política e pela opinião pública alemã.

## República de Weimar

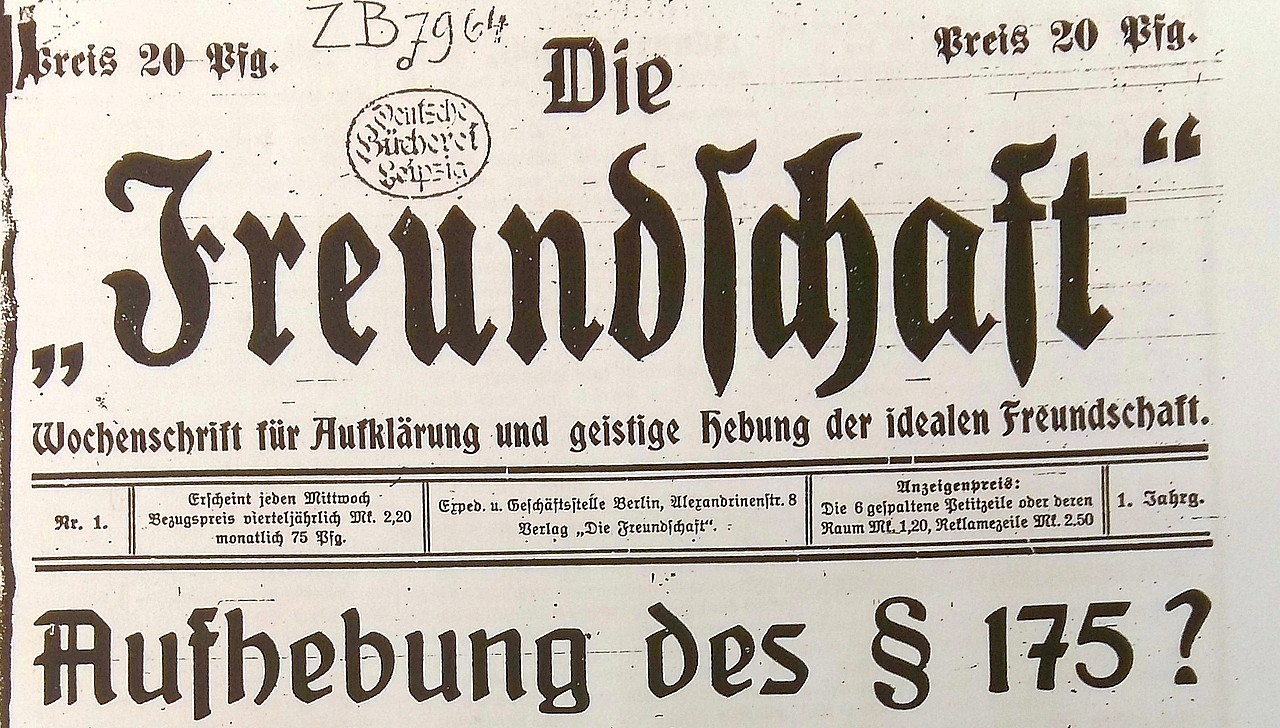
Título do primeiro número de Die Freundschaft, 1919, pedindo a abolição do parágrafo 175

Após a revolução, a República de Weimar foi fundada com uma das constituições mais modernas e progressistas do mundo.  Os valores tradicionais pareciam ter perdido seu domínio sobre a sociedade durante a era da mudança revolucionária. Muitos homossexuais acreditavam que também poderiam desfrutar de maior liberdade como resultado da guerra e da revolução, e fizeram reivindicações mais ousadas ao espaço público.  Houve uma mudança da ciência para os direitos humanos e cidadania no discurso do movimento homossexual.  A revista Die Freundschaftfoi lançado um ano após a revolução e foi a primeira publicação homossexual a vender em quiosques para um público de massa.  Seu editor Max Danielsen  proclamou: "A hora da libertação é agora ou nunca, para nós  ... Nós, os ostracizados, perseguidos e mal julgados, somos incendiados por uma nova era de igual respeito e igualdade"

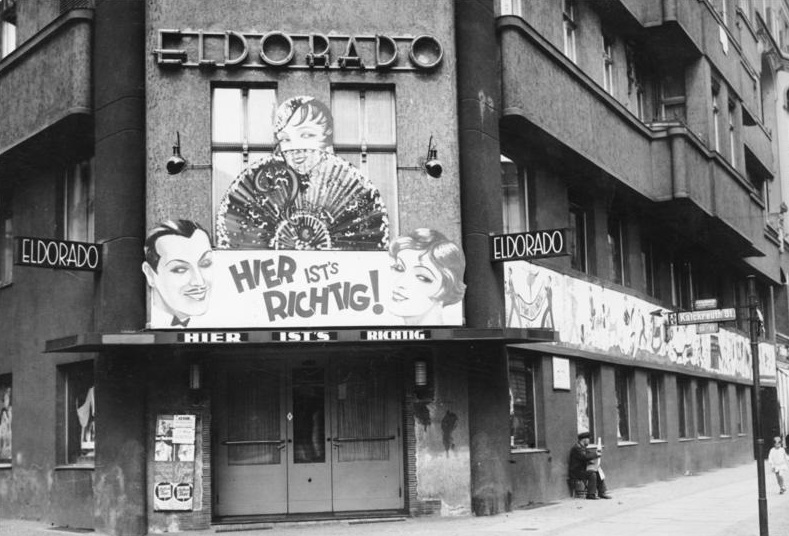
Eldorado (foto em 1932), o estabelecimento gay mais famoso da Alemanha

### Cenas homossexuais
As cenas homossexuais em diferentes cidades alemãs, embora já em desenvolvimento durante o século XIX, ganharam visibilidade durante a era de Weimar.  Em meados do século 19, os homossexuais estavam se reunindo em bares específicos em Berlim, e em 1880 foi aberto o primeiro estabelecimento especificamente gay. Prostitutos masculinas eram notáveis em algumas cidades alemãs; a maioria tinha menos de 25 anos, mas acima da idade de consentimento, e muitos migraram para cidades à procura de emprego, mas não tinham outras oportunidades econômicas. O início da Grande Depressão em 1929 piorou ainda mais as perspectivas dos homens da classe trabalhadora e levou a um aumento da prostituição homossexual. Por outro lado, os homens homossexuais eram vistos pelos oponentes do movimento homossexual como predadores de jovens vulneráveis e seduzindo-os a se tornarem homossexuais com pagamentos monetários  — uma teoria frequentemente citada pelos defensores da manutenção do Parágrafo 175.
Em 1923 havia quase uma centena de estabelecimentos de gays e lésbicas em Berlim, segregados por classe e outros fatores. Embora a maioria dos estabelecimentos fosse bastante calma,  Berlim atraiu a migração interna de alemães gays e lésbicas, bem como turistas sexuais internacionais, como Christopher Isherwood. Outras cidades alemãs, incluindo Hamburgo, Hannover , Düsseldorf e Colônia , também desfrutaram de prósperas cenas gays durante a era de Weimar, embora a Alemanha católica do sul fosse muito menos hospitaleira. Em Munique, a polícia fechou qualquer estabelecimento homossexual que se tornasse conhecido das autoridades, apreendeu publicações homossexuais e vasculhou locais de encontro homossexuais conhecidos. Richard Linsert, um ativista homossexual proeminente na era de Weimar, começou no ativismo depois que um café frequentado por homossexuais em Munique foi fechado e as autoridades recusaram seu pedido para registrar uma associação de amizade local em 1921.  A visibilidade duramente conquistada do movimento homossexual foi uma faca de dois gumes, pois tornou mais fácil para a polícia atingir os homossexuais, especialmente em partes católicas da Alemanha, apesar disso, o parágrafo 175 não foi aplicado de forma consistente.

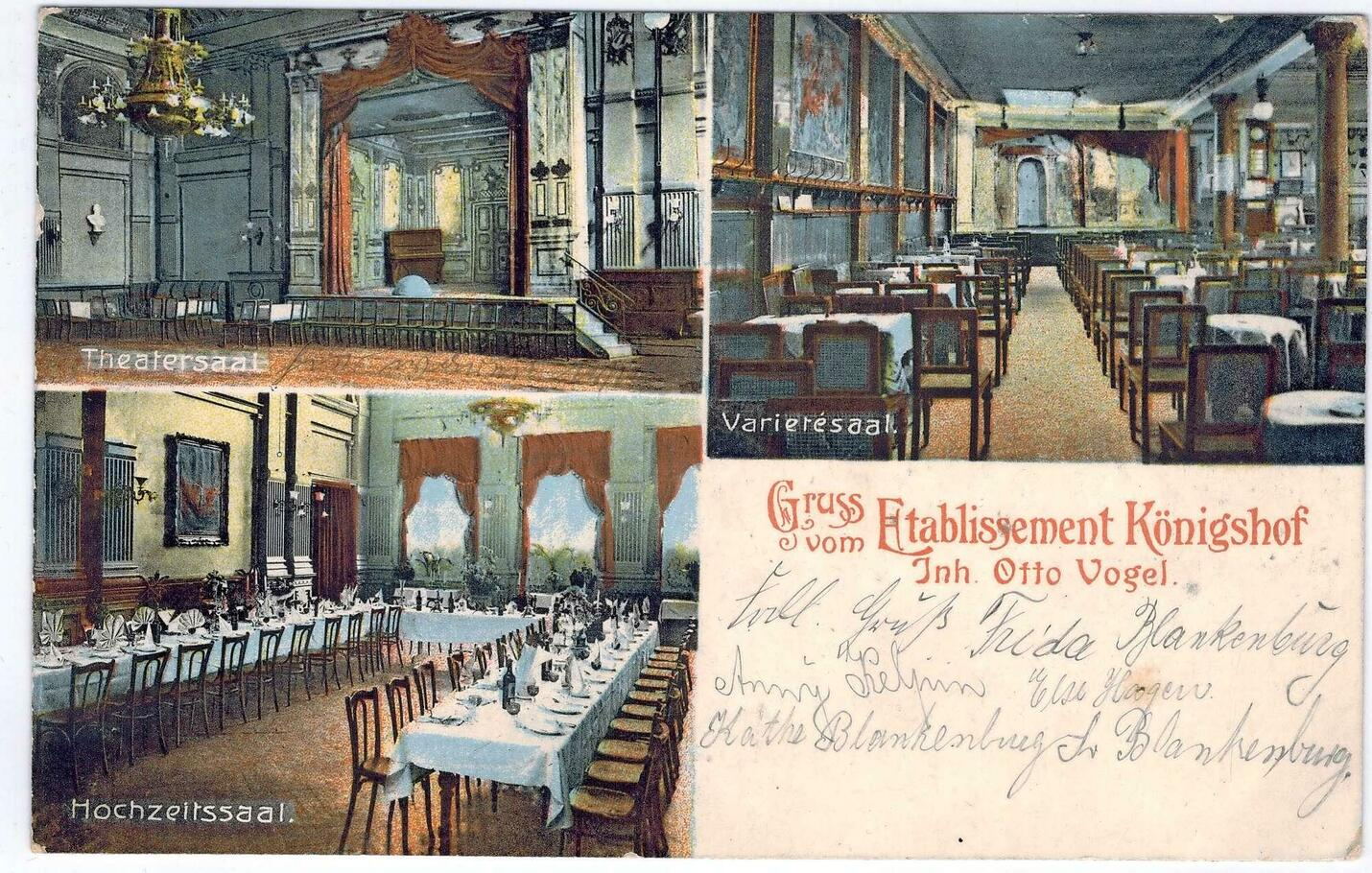
Vistas internas do Nationalhof na Bülowstraße 37, Berlin-Schöneberg, que era um ponto de encontro para associações de gays, cartão postal c.  1900

### Associações
Grupos de amigos que compartilhavam sentimentos homossexuais estavam se organizando nas cidades alemãs em associações mais formais. No século XIX, tais associações eram raras, mas sua popularidade aumentou exponencialmente nos anos de Weimar.  Ao contrário do WhK, seu objetivo principal não era educacional ou político, mas proporcionar interação social e um senso de comunidade para seus membros. As sociedades organizaram encontros, jantares e festas, logo atraindo milhares de alemães; em meados da década de 1920 havia pelo menos uma sociedade em cada cidade alemã. Em 20 de agosto de 1920, várias dessas sociedades se uniram sob a Deutsche Freundschafts-Verband (Sociedade Alemã de Amizade, DFV). Neste momento, a palavra amigo era um eufemismo comum para homossexuais .  Em 1923, o empresário de Berlim, Friedrich Radszuweit persuadiu a organização a se renomear como Bund für Menschenrecht (Liga pelos Direitos Humanos, BfM), e assumiu o controle dela, estabelecendo uma organização centralizada. No final da década, o número de membros aumentou de 2.000 em 1922 para cerca de 48.000. Os membros do BfM eram principalmente jovens de classe média em seus vinte e trinta anos, embora também atraísse alguns homens da classe trabalhadora.  Radszuweit também tentou resgatar o Theatre des Eros, um grupo de teatro homossexual, dobrando-o no BfM, mas não teve sucesso.
Essas associações de amizade e, eventualmente, o BfM foram as primeiras organizações de massa para homossexuais.  Sua operação era muito semelhante à "União Uraniana" que Ulrichs havia proposto décadas antes, combinando política, entretenimento e apoio prático. A organização oferecia serviços jurídicos a membros que enfrentavam disputas trabalhistas, chantagem ou acusações criminais como parte de sua taxa de associação. Em 1925 alguns membros se separaram e restabeleceram a DFV. Embora menor que o BfM, o DFV ajudou a aumentar a diversidade das publicações homossexuais de Weimar.

### Mídia impressa

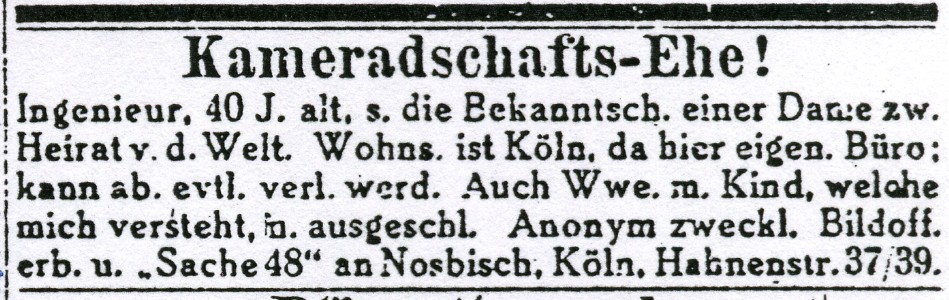
Anúncios pessoais em publicações homossexuais, como este do Die Freundschaft, eram comuns

A mídia de massa destinada a um público homossexual era impossível na Alemanha Imperial por causa da censura,  embora as publicações científicas fossem geralmente permitidas.  A revolução alemã aboliu a censura.  Os editores aproveitaram a oportunidade para vender uma infinidade de novas mídias que tratam de diferentes aspectos da sexualidade.  A primeira publicação em massa para um público homossexual foi Die Freundschaft , aparecendo semanalmente com uma tiragem inicial de 20.000 cópias.
Entre os que aproveitavam as novas oportunidades de negócios estava Radszuweit, que construiu uma editora que atendia leitores gays e lésbicas. Ao contrário das organizações sem fins lucrativos que o precederam, Radszuweit dirigia sua editora como um negócio, vendo a busca do lucro e a busca dos direitos homossexuais como compatíveis. Ao vender para o maior número possível de leitores, Radszuweit queria ganhar dinheiro e promover a causa da igualdade homossexual. Suas publicações usavam linguagem simples e imagens lascivas de jovens nus para atrair leitores. Radszuweit combinava entretenimento e política em suas revistas. Ele usou suas revistas para promover o BfM e divulgar seus eventos, bem como incentivar o capitalismo rosa aconselhando seus leitores a patrocinar negócios de propriedade de homossexuais. Embora os críticos tenham criticado a natureza vulgar de suas publicações, Radszuweit sustentou que somente alcançando um grande público poderia a causa da descriminalização ser alcançada.  Sua consciência das diferentes preferências de conteúdo entre os homossexuais alemães e a exploração da segmentação de mercado com várias publicações permitiram à Radszuweit aumentar a circulação. Em 1926, ele reivindicou uma circulação total de 5.140.000 cópias para todos os seus títulos. As revistas de Radszuweit tinham assinantes fora da Alemanha, alguns até no Brasil.

### Censura
Os defensores da censura, que variavam de moderados pró-democracia à extrema direita, acreditavam que a exposição à mídia errada levaria os jovens à promiscuidade ou à homossexualidade em vez de relacionamentos familiares heterossexuais. No rescaldo de uma guerra devastadora, houve um pânico moral sobre a mídia sexualizada, que eles perceberam como uma ameaça à nação alemã.  Os defensores da censura priorizavam as publicações homossexuais porque acreditavam que as publicações poderiam transformar adolescentes do sexo masculino em homossexuais.  A censura era uma grande ameaça ao movimento homossexual, que dependia dessas publicações para existir e crescer. Enquanto os conservadores temiam que um livro ou revista transformasse repentinamente a sexualidade de uma pessoa, as lésbicas descreviam a leitura como parte de um processo no qual descobriam sua sexualidade.  Para os homossexuais que tinham medo de se assumir, viviam em partes menos tolerantes da Alemanha ou não podiam participar de outros aspectos da subcultura, as revistas ofereciam sua única conexão com pessoas de mentalidade semelhante e fomentavam um senso de comunidade. e identidade.
Houve um julgamento de Die Freundschaft por violar a estátua anti-obscenidade, Parágrafo 184 , em 1921.  O tribunal condenou os réus, e a condenação foi mantida em apelação ao Supremo Tribunal . A decisão, no entanto, foi considerada uma vitória para as publicações homossexuais, pois o tribunal estabeleceu limites sobre o conteúdo que poderia ser considerado obsceno que expandiu a liberdade de expressão em comparação com o período pré-guerra.  A decisão do tribunal proibiu o material erótico definido amplamente (uma passagem considerada obscena discutiu dois homens se beijando). Adaptando-se a essa decisão, as publicações homossexuais tentaram evitar qualquer conteúdo sexual, inclusive em seus anúncios pessoais.

### Respeitabilidade
Tanto o DFV quanto o BfM "foram orientados para a integração e não para a liberação sexual por si só" e se definiram em oposição à cultura da boate libertina.  Suas publicações, tanto em escritos políticos quanto literários, promoveram relações monogâmicas em conformidade com as normas burguesas e uma forma de masculinidade aparentemente indistinguível da sociedade mais ampla. Homens efeminados não eram bem-vindos nas associações, pois eram vistos como prejudiciais aos objetivos políticos do movimento, e os prostitutos masculinos eram totalmente excluídos.  Tanto a efeminação quanto a prostituição foram denunciadas em publicações homossexuais. No contexto da organização política, nem o modelo de homossexualidade de Hirschfeld (Que já era visto como defasado) – que pressupunha que os homens homossexuais têm algumas características das mulheres – nem o dos masculinistas eram satisfatórios, porque tanto a efeminação quanto a pederastia eram socialmente vilipendiadas. Na década de 1920, muitas revistas homossexuais adotaram a crença de que a homossexualidade é inata e que homens homossexuais não são efeminados, ideia essa que se aproxima mais das concepções modernas sobre a homossexualidade.
Associações travestis e lésbicas também adotaram e assimilaram a política de respeitabilidade. Prostitutas e criminosos travestis eram vistos como uma ameaça à respeitabilidade travesti; por isso, foram banidos e descritos na mídia travesti como "escória da humanidade".  Associações de lésbicas e travestis encorajavam a respeitabilidade em suas publicações, exortavam outros a manterem um perfil baixo em público e excluíam as prostitutas de suas associações.

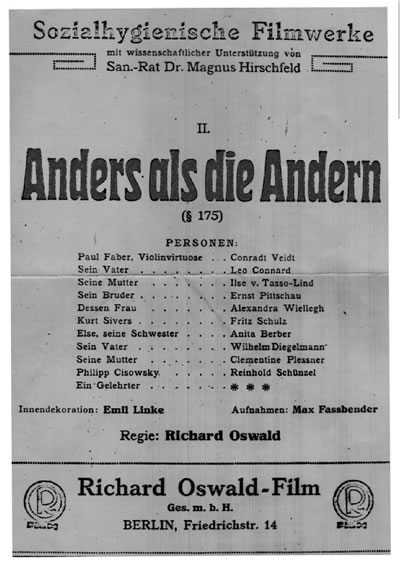
Cartaz alemão para Different from the Others

### Filme
Em 1919, Hirschfeld colaborou com Richard Oswald no filme Different from the Others , o primeiro longa-metragem alemão a cobrir a homossexualidade. Apresentando os atores Conrad Veidt , Reinhold Schünzel e Anita Berber, retratou um violinista de sucesso que cometeu suicídio após ser chantageado. O filme foi amplamente visto e avaliado positivamente pela crítica, gerando imensa discussão. As exibições do filme foram interrompidas por ativistas da moralidade, nacionalistas e Freikorps.  Em parte em resposta a Different from the Others , a censura cinematográfica foi restabelecida em 1920 e o filme foi banido.

### Ativismo político
O movimento homossexual fazia parte de uma ampla coalizão de reformadores sexuais junto com feministas e geralmente era apoiado pelo SPD, pelo KPD e por partidos liberais que apoiavam uma abordagem da sexualidade baseada na racionalidade e não na religião. Essa coalizão foi contestada pelo Partido do Centro , o movimento conservador de mulheres, ativistas da moralidade protestante e conservadores de direita do Partido Popular Nacional Alemão (DVNP)—apoiando o papel exclusivo do casamento heterossexual contra a "imoralidade", que incluía não apenas homossexualidade. emancipação, mas também igualdade de gênero, prostituição feminina, sexo extraconjugal, mídia sexualizada, controle de natalidade e aborto.

#### Diferentes estratégias
Em 1 de julho de 1919, Hirschfeld abriu o Instituto de Ciências Sexuais ( Institut für Sexualwissenschaft ), a primeira instituição dedicada ao estudo da sexualidade, para um público de alemães proeminentes, incluindo políticos, profissionais médicos e intelectuais.  Os conservadores condenaram o instituto como um símbolo de tudo o que não gostavam na República de Weimar.  O instituto realizou algumas das primeiras cirurgias de mudança de sexo. Hirschfeld chamou o instituto de "filho da revolução",  esperando que através da pesquisa científica e educação pública, ele seria capaz de persuadir os políticos de Weimar a mudar sua posição sobre a homossexualidade.  Hirschfeld foi cada vez mais no final da década de 1920 por causa do antissemitismo e da teoria concorrente de que a homossexualidade era comunicável.
O colaborador de Hirschfeld, Kurt Hiller, estava cético em relação à estratégia focada em pesquisa e educação. Hiller defendeu a criação de um partido político homossexual modelado em partidos de minorias étnicas, calculando que se os homossexuais fossem um por cento da população da Alemanha e votassem juntos, eles poderiam eleger vários deputados do Reichstag de acordo com o novo sistema de representação proporcional .  Radszuweit também considerou estabelecer um partido homossexual, mas acabou decidindo contra a ideia.  Hiller também apoiou uma autodenúncia em massa dos homossexuais, que Hirschfeld descartou como impossível.  Hiller, que ganhou crescente influência dentro do WhK e assumiu a liderança em 1929, enfatizou os direitos humanos sobre a ciência. De uma perspectiva neokantiana , ele argumentou que o Estado não tinha justificativa para proibir a autoexpressão "a menos que a atividade do indivíduo colida com os interesses de outro indivíduo, ou talvez do todo, da sociedade".  Ao contrário de Hirschfeld,  Hiller comparou diretamente homossexuais e judeus.
Depois de 1923, o BfM distanciou-se cada vez mais do WhK; Radszuweit era um crítico da teoria da intersexualidade de Hirschfeld. O BfM encorajou seus membros a se assumirem para amigos, familiares ou colegas de trabalho para aumentar a aceitação pública da homossexualidade.  O BfM apoiou oficialmente o SPD, mas acolheu homossexuais de qualquer afiliação política. Embora a maioria de seus membros apoiasse o SPD ou o KPD – que compartilhava o compromisso do SPD de revogar o Parágrafo 175 – outros, especialmente das classes média e alta, apoiavam partidos de direita liberal. O BfM também fez lobby em nome de seus membros, enviando folhetos a parlamentares, ministros, juízes e até mesmo ao presidente Paul von Hindenburg; em 1924, enviou mais de 200.000 panfletos. Brand e seu GdE continuaram a existir após a Primeira Guerra Mundial, mas os masculinistas foram cada vez mais marginalizados. Eles rejeitaram os valores da revolução alemã, e suas atitudes antifeministas e recusa em fazer alianças com outros grupos que clamavam pela reforma sexual alienaram os outros. Hirschfeld, Radszuweit e outros os consideravam um risco por causa de sua fusão de homossexualidade e pederastia.

#### Reforma no Parágrafo 175
No rescaldo da revolução alemã, muitos ativistas homossexuais esperavam que o Parágrafo 175 fosse revogado em breve.  Inicialmente, o WhK buscou unidade dentro do movimento e em 1920 estava cooperando com o DFV e o GdE sob o nome de "Comitê de Ação para a Eliminação do Parágrafo 175". Esses esforços fracassaram.  Tanto Hirschfeld  e Hiller mais tarde culparam as falhas do movimento em parte pela falta de solidariedade e outras qualidades necessárias para uma organização política bem-sucedida entre os homossexuais. O WhK continuou a solicitar as assinaturas de alemães proeminentes para sua petição para abolir o Parágrafo 175, acrescentando 6.000 somente em 1921.  O presidente Friedrich Ebert prometeu seu apoio ao esforço de revogação. Gustav Radbruch, que serviu como ministro da Justiça do SPD de 1921 a 1922 e novamente em 1923 , queria reescrever o código penal no "espírito do pensamento criminológico moderno" e propôs um novo código penal sem o parágrafo 175. Problemas econômicos e a questão das reparações da Primeira Guerra Mundial impediram as reformas.

## Declínio e consequências
O movimento homossexual diminuiu depois de 1929.  Apesar de seu otimismo inicial após a revolução alemã, o objetivo principal – a descriminalização – não foi alcançado e foi paralisado pela grave crise econômica que se seguiu.  Os membros do BfM, duramente atingidos pela Grande Depressão, perderam o entusiasmo; o financiamento para os esforços de reforma também secou devido à privação econômica.  No final do ano, Hirschfeld renunciou à liderança da WhK depois de mais de trinta anos após de perder o apoio de Linsert e Hiller, que argumentavam que a estratégia de usar a ciência para a reforma era um beco sem saída. Hirschfeld foi o mais criticado porque sua abordagem não foi bem-sucedida, mas Radszuweit foi igualmente ineficaz em persuadir as partes interessadas ou a sociedade alemã em geral de que os homossexuais não eram uma ameaça para os jovens.

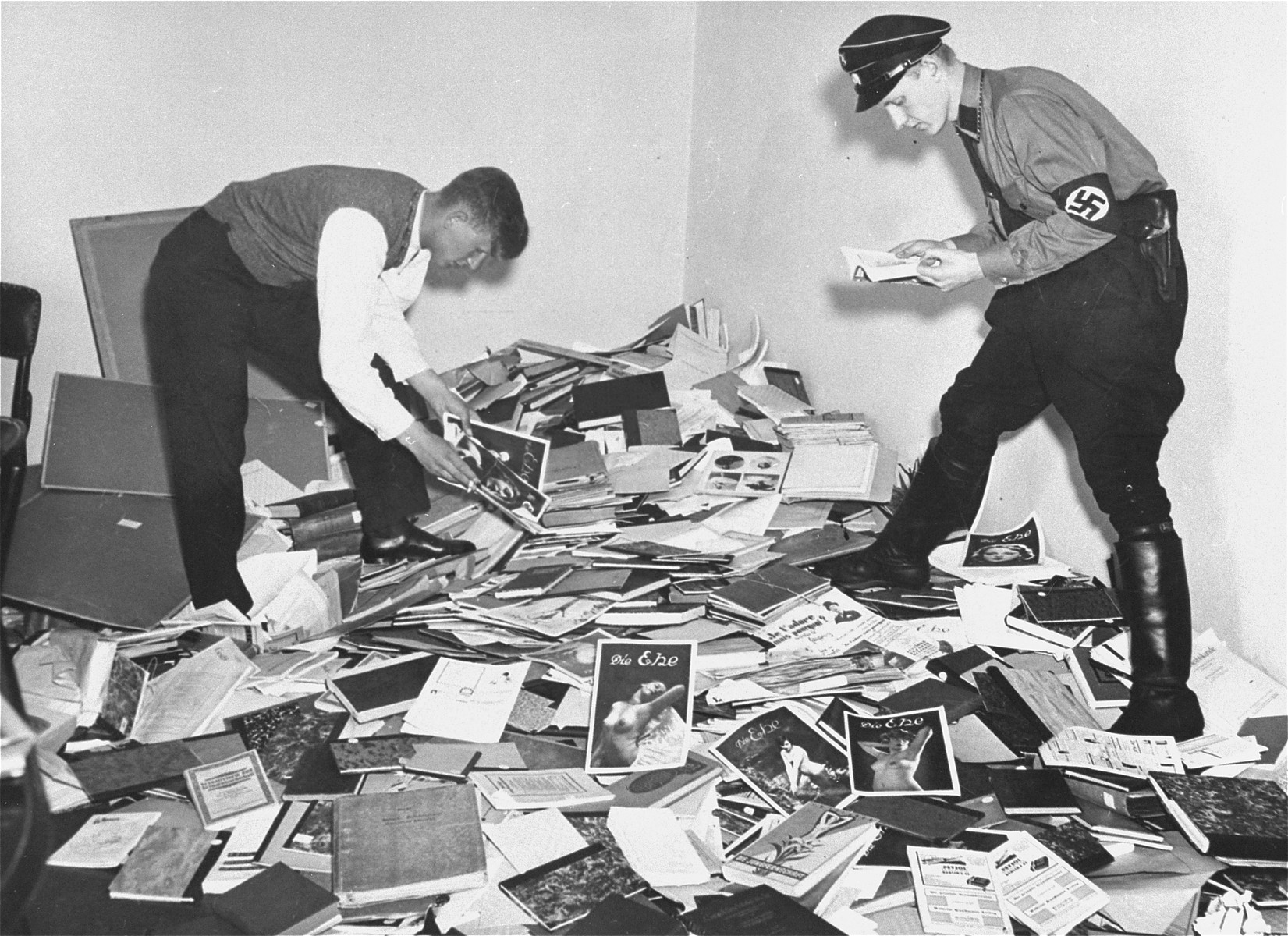
Ataque nazista ao Instituto Sexual em 1933

O ressurgimento de forças conservadoras e de extrema direita e o declínio da democracia de Weimar fecharam a oportunidade para mudanças legais e sociais. Em 1930, tanto Hirschfeld quanto Radszuweit acreditavam que a revogação do parágrafo 175 não era mais possível.  Hirschfeld concentrou seus esforços em palestras no exterior.  Em 1932, o chanceler Franz von Papen depôs o governo prussiano e iniciou uma repressão à vida noturna homossexual em Berlim, envolvendo batidas policiais e recusa em emitir autorizações para eventos homossexuais. A maioria, mas não todos os ativistas homossexuais no início da década de 1930, entendiam que o nazismo era uma ameaça existencial. Embora tenha criticado a postura anti-homossexual dos nazistas, Radszuweit achava que a principal disputa dos nazistas era com os judeus.
A infraestrutura de bares, clubes, associações e publicações do primeiro movimento homossexual foi fechada em março de 1933, logo após a tomada do poder pelos nazistas. No mês anterior, um decreto do Reich havia ordenado o fechamento de todos os estabelecimentos homossexuais e a apreensão de todas as publicações.  Brand inicialmente comemorou a destruição das organizações de Radszuweit e Hirschfeld. Para seu desgosto, a polícia invadiu sua casa cinco vezes e roubou todas as suas fotografias, seis mil edições de revistas e muitos livros.  A empresa de Radszuweit foi submetida a ataques semelhantes. Hirschfeld estava no exterior durante a tomada do poder nazista em uma turnê de palestras para a Liga Mundial para a Reforma Sexual. O Institute for Sex Research foi invadido em 6 de maio pela SA em coordenação com estudantes alemães. Livros da biblioteca do instituto foram queimados publicamente em 10 de maio na Opernplatz . Os escritórios do WLSR e do Institute for Sex Research foram destruídos.
O WhK votou para se dissolver em 8 de junho. Muitas organizações homossexuais tentaram destruir listas de membros e outras informações que os nazistas poderiam usar para atacar dissidentes, e ativistas fizeram acordos para manter silêncio sobre suas atividades para proteger seus ex-membros.  Igrejas católicas e protestantes elogiaram a repressão anti-gay dos nazistas.  Em doze anos, 50.000 homens foram condenados sob o parágrafo 175 e milhares foram presos em campos de concentração nazistas . A perseguição de homossexuais na Alemanha nazista é considerada a mais severa perseguição de homens homossexuais na história.

## Legado
Tentativas de reviver os movimentos de direitos homossexuais pré-nazistas após a Segunda Guerra Mundial não tiveram sucesso. Muitos dos ativistas da era de Weimar não estavam mais vivos, e a tarefa de promover os direitos gays na Alemanha foi assumida por homens e mulheres mais jovens.  O primeiro movimento homossexual, em particular Hirschfeld, influenciou movimentos posteriores pelos direitos gays.
Em reação à introdução de uma lei anti-homossexual em 1911, o Nederlandsch Wetenschappelijk Humanitair Komitee  foi fundado no modelo do WhK alemão. O primeiro movimento homossexual inventou o conceito de homossexualidade de base biológica e desenvolveu táticas implantadas por ativistas posteriores, como a afirmação de uma cidadania respeitável. Ativistas posteriores tiveram que lidar com dilemas semelhantes, como comprometer as reivindicações de espaço público. O discurso dos direitos humanos, a ideia dos homossexuais como um grupo minoritário e a analogia da discriminação homofóbica com o racismo foram todos adotados pelos movimentos de direitos LGBT depois de 1945 e permanecem em uso até hoje.
A medida que a Alemanha se tornava mais receptiva às pessoas LGBT no século XXI, o número de alemães que se orgulhavam do papel de seu país no primeiro movimento homossexual aumentou. O Memorial ao Primeiro Movimento de Emancipação Homossexual , proposto por grupos LGBT desde 2013,  foi inaugurado no Magnus-Hirschfeld-Ufer ao lado do Spree em Berlim-Moabit em setembro de 2017.